# Jiang Tingxi
Jiang Tingxi (chinois : 蔣廷錫), né en 1669 à Changshu, dans la province du Jiangsu et mort en 1732, est un peintre chinois.
Il a publié une révision de la plus grande encyclopédie imprimée au monde (Qinding Gujin tushu jicheng) 20 ans après sa première sortie.
Il était le dishi (précepteur impérial) de l'empereur Yongzheng de la dynastie Qing.

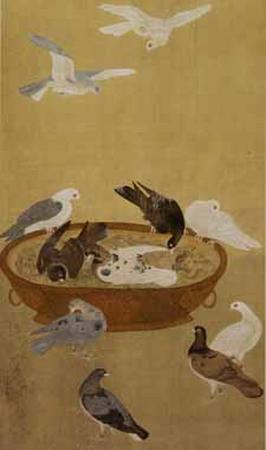
Peinture de Jiang Tingxi, « Les Onze Pigeons »